# Набедренная повязка
Набедренная повязка — предмет одежды, прикрывающий гениталии и иногда ягодицы. Является древнейшим и простейшим по конструкции предметом одежды. Распространён у множества народов по всему миру, преимущественно проживающих в тропическом и субтропическом регионах.

## История
В Египте в периоды Древнего и Среднего царств набедренная повязка была основным предметом мужского костюма. «Схенти» — неширокая полоса, обёрнутая вокруг бёдер, поддерживалась на талии поясом. Набедренные повязки фараонов выполнялись из тонкой белой материи. Одеждой простого человека был «схенти» из небелёного полотна грубой выработки. Рабы носили короткие набедренные повязки из грубой ткани либо кожи. Простая белая набедренная повязка у представителей знати подверглась со временем трансформации: её собирали в красивые складки, дополняли декоративными поясами, меняли крой, придавая передней части форму треугольника, который украшался геометрическим орнаментом.
Мужской крито-микенский костюм составляли набедренная повязка, пояс, головной убор. В Древней Греции мужчины также носили набедренные повязки (VII—VI вв. до н. э.), однако классический греческий мужской костюм сложился на основе простых прямоугольных кусков ткани, драпировавших всю фигуру.

## Литературные образы
Апостол Пётр (1Пет. 1:13) в словах «препоясав чресла ума вашего» использует образ набедренной повязки из Ис. 11:5 («И будет препоясыванием чресл Его правда, и препоясанием бедер Его — истина») для обозначения бодрствования и повиновения Истине.